# Korps Rijdende Artillerie

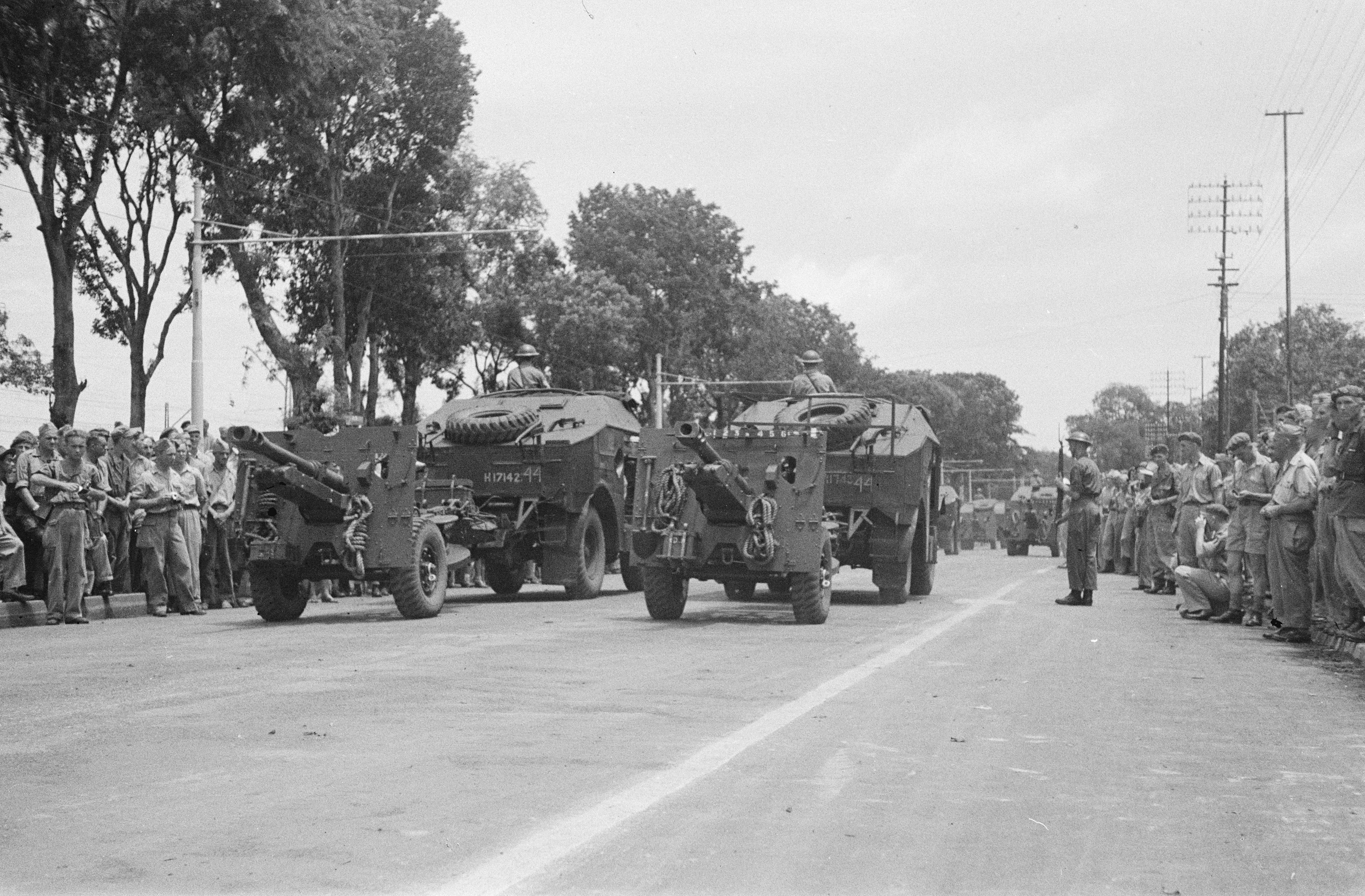
Rijdende Artillerie tijdens de Indonesische Onafhankelijkheidsoorlog (1947)

Het Korps Rijdende Artillerie, ook bekend als de Gele Rijders, is een korps van de Nederlandse Koninklijke Landmacht.

## Geschiedenis Rijdende Artillerie
De Rijdende Artillerie werd op initiatief van stadhouder Willem V op 21 februari 1793 door de Staten-Generaal opgericht. Dit om de artillerie in staat te stellen om op het slagveld de paarden van de veel snellere cavalerie te kunnen volgen. De Gele Rijders werden in 1799 ingezet bij de Slag bij Bergen, waar zij met de Fransen de Engelsen en Russen versloegen. 
Tussen 1838 en 1841 werden de verschillende "batterijen" van het Korps, later Regiment, Rijdende Artillerie in Amersfoort verplaatst. Na zijn inhuldiging — in 1840 — bracht Koning Willem II bezoeken aan verschillende Nederlandse steden. Op 2 juli 1841 bezocht hij Amersfoort. Toen bezichtigde hij de manege en stallen van de rijdende artillerie. In 1842 nam hij het initiatief tot de invoering van een met gele tressen afgezet uniform voor de Rijdende Artillerie, waardoor de naam Gele Rijders ontstond. Voor de kunstschilders als Breitner, Hoynck van Papendrecht, Pieneman en Staring vormden zij een geliefd thema. Commandanten in de negentiende eeuw waren onder meer Falter, Singendonck, Van Tuyll van Serooskerken, Tindal, De Villeneuve, Van Diepenbrugge en Steenberghe.
Na de overwinning van de Duitsers in mei 1940 werd het Nederlandse leger ontbonden, zo ook de Rijdende Artillerie. Na de Tweede Wereldoorlog werd het Nederlandse leger opnieuw opgebouwd, echter zonder Rijdende Artillerie. Door motorisering en mechanisering was de reguliere veldartillerie snel verplaatsbaar geworden, waarmee de Rijdende Artillerie als apart legeronderdeel overbodig was geworden.
Oud-Gele Rijders hielden in de naoorlogse jaren de herinnering levend met bijeenkomsten en optredens in volledige uitdossing. Plaats van handeling was veelal Arnhem, de voormalige garnizoensplaats van de Rijdende Artillerie. Daar bestaat ook het Gele Rijders Plein. 

### 11 Afdeling Rijdende Artillerie
Begin jaren 60 van de 20e eeuw werd besloten om de traditie van de Rijdende Artillerie voort te zetten door een van de toenmalige afdelingen veldartillerie om te dopen naar een Afdeling Rijdende Artillerie. De 11 Afdeling Veldartillerie uit Schaarsbergen (gemeente Arnhem) ging vanaf 1963 door het leven als 11 Afdeling Rijdende Artillerie (11 AfdRA).
Na het einde van de Koude Oorlog werd het takenpakket van de afdeling uitgebreid. Naast het leveren van vuursteun kon 11 AfdRA ook bij vredesoperaties worden ingezet. Als dusdanig waren de Gele Rijders onder meer actief in Kosovo (1999), Bosnië (2003-2005), Afghanistan (2007-2010). In 2011-2012 maakte de eenheid deel uit van de Compagnie in de West die is gestationeerd op Curaçao.
De Afdeling werd op 25 januari 2013 opgeheven ten gevolge van bezuinigingen. Bij twee van de vier batterijen van de 41 Afdeling Artillerie, waarin delen van 11 AfdRA en 41 Afdeling Veldartillerie werden samengevoegd, werden de ceremoniële taken van het Korps Rijdende Artillerie belegd en hiermee bleef de Kwartiermuts, het kenmerkende hoofddeksel van het korps, behouden. 
Op 1 juli 2025 is in het kader van de versterking van de Nederlandse krijgsmacht door Commandant Landstrijdkrachten in de aanwezigheid van de Commandant der Strijdkrachten en onder het toeziend oog van een groot aantal VIP's, post-actieven en veteranen 11 Afdeling Rijdende Artillerie heropgericht. Tijdens deze ceremonie op de Legerplaats bij Oldebroek in 't Harde is het vaandel uitgereikt aan de nieuwe Afdelingscommandant, welke daarmee ook Commandant is van het Korps Rijdende Artillerie. Met deze handeling is 41 Afdeling Artillerie opgesplitst in twee afdelingen en zal de andere helft van de eenheid doorgaan als 41 Afdeling Veldartillerie. Hiermee is de situatie zoals deze was voor de samenvoeging in 2013. Beide eenheden hebben de beschikking over de pantserhouwitser, sensorcapaciteit en raketartillerie. Van beide eenheden blijft de standplaats 't Harde.

### VuursteunCommando
Zowel 11 AfdRA als 41 AfdVA maken deel uit van het VuursteunCommando (VustCo). Het VuursteunCommando is de artillerieafdeling binnen het Operationeel Ondersteuningscommando Land. Deze situatie zal in het kader van de uitbreiding van de krijgsmacht de komende jaren nog wijzigen waarbij beide afdelingen weer onder respectievelijk 13 Lichte Brigade en 43 Gemechaniseerde Brigade zullen worden gehangen.

## Koninklijk Huis
De Rijdende Artillerie heeft een nauwe historische band met het Koninklijke Huis en de stad Den Haag. Tijdens de regering van Koning Willem II gingen de Gele Rijders aan kop in de Koninklijke stoet bij de opening van de Staten-Generaal. De eenheid werd later verantwoordelijk voor het afvuren van saluutschoten bij plechtigheden rond het Koninklijk Huis. Ze deed dat onder meer bij het huwelijk van kroonprins Willem-Alexander en prinses Máxima, de geboorte van erfprinses Catharina-Amalia en bij de begrafenissen van prins Claus, prinses Juliana en prins Bernhard. Bij de uitvaart van de laatste begeleidden officieren van de Rijdende Artillerie de affuit waarop de kist van de prins was geplaatst. Op Prinsjesdag geeft een batterij van de Gele Rijders minuutschoten af van het moment dat de Koning het Paleis verlaat totdat hij daarin is teruggekeerd.

### Afbeeldingen

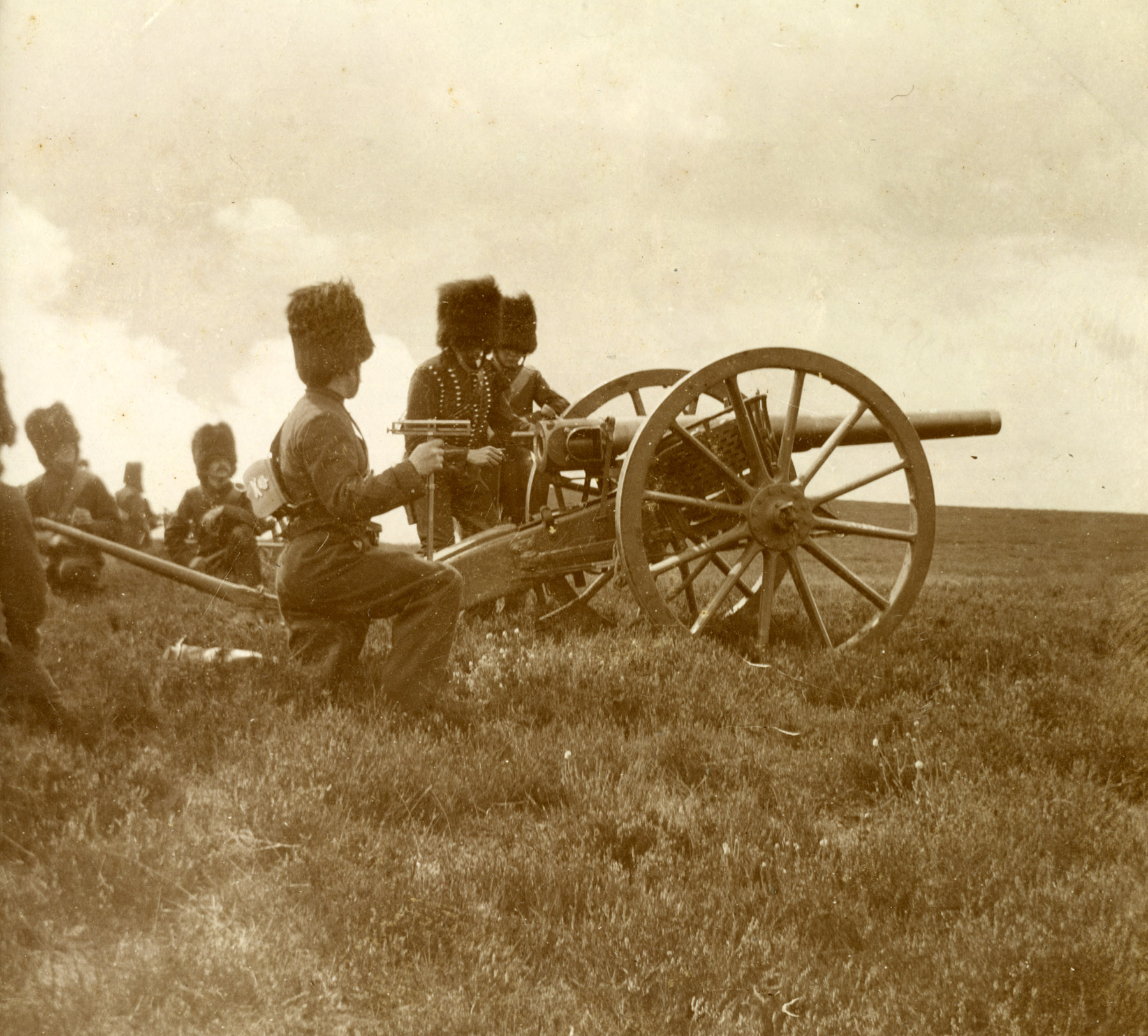
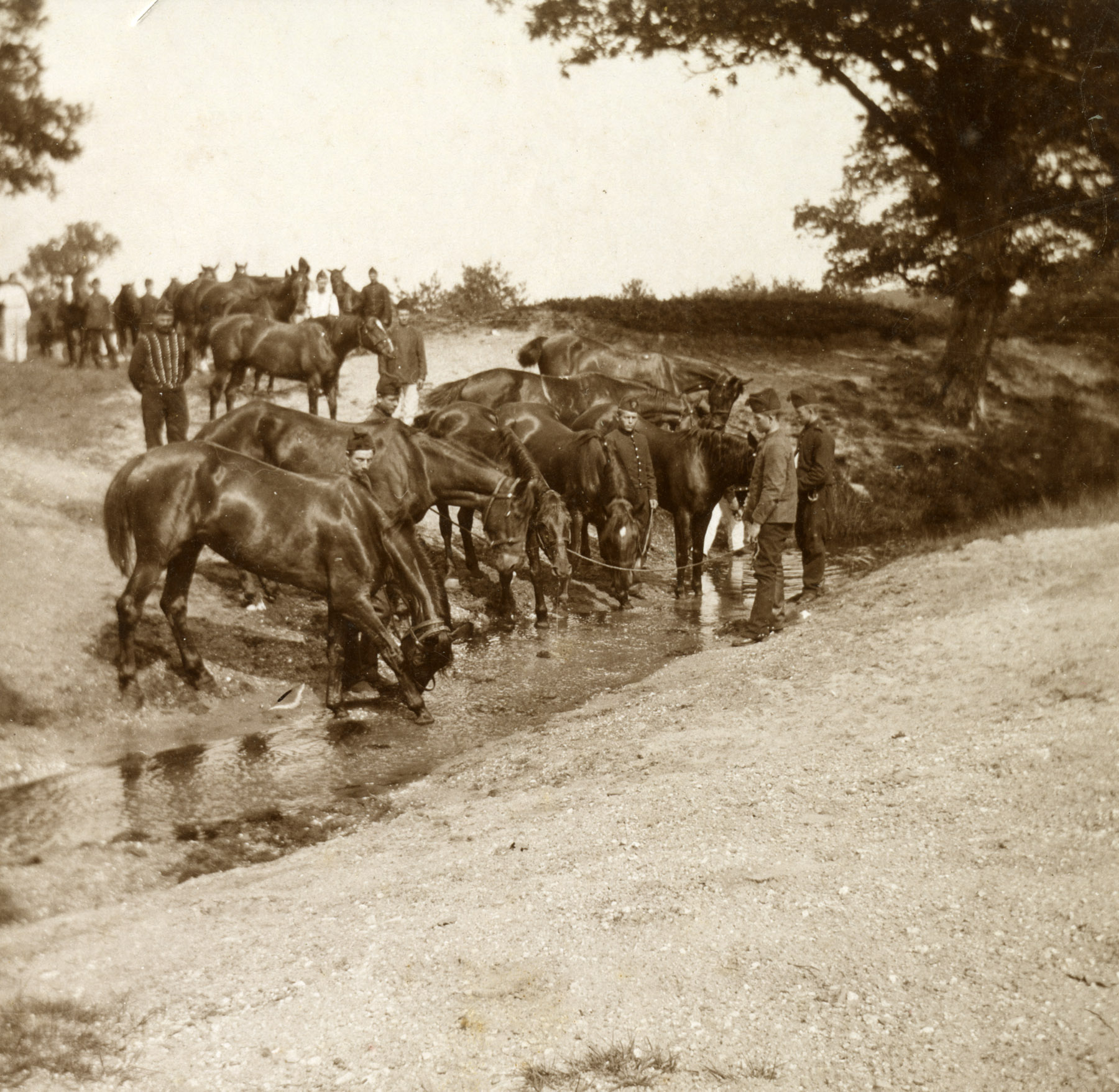
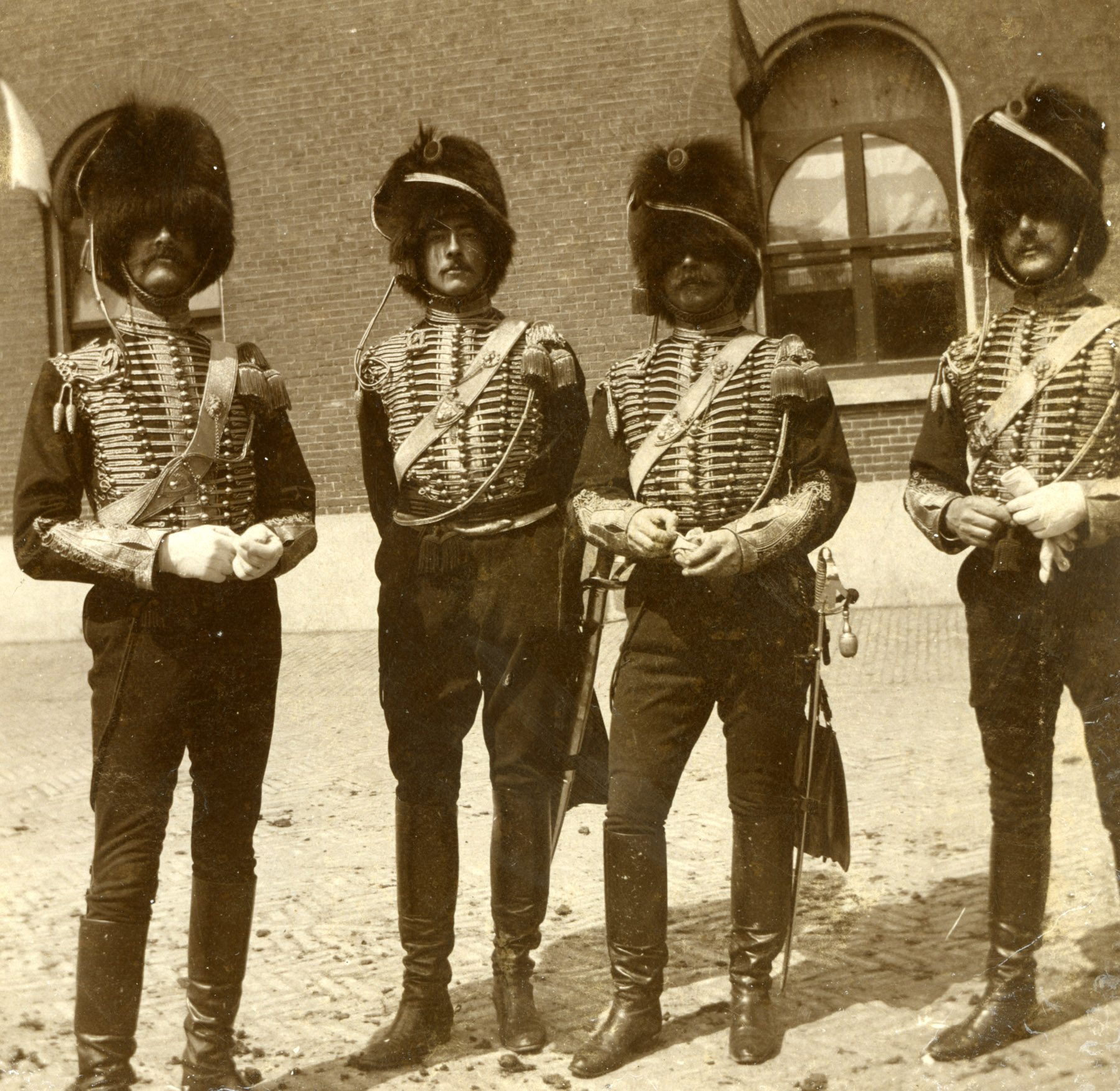

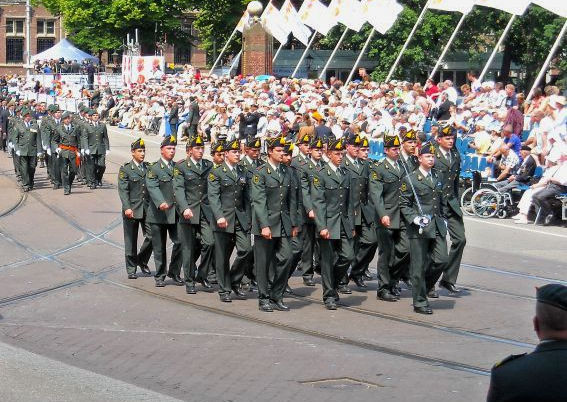
Detachement van het Korps Rijdende Artillerie tijdens de Nederlandse Veteranendag (2010)
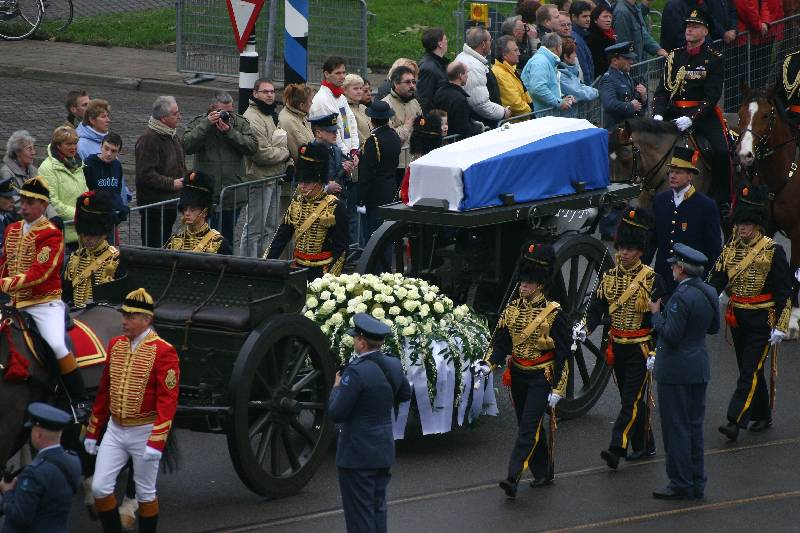
Gele Rijders begeleiden de kist van prins Bernhard
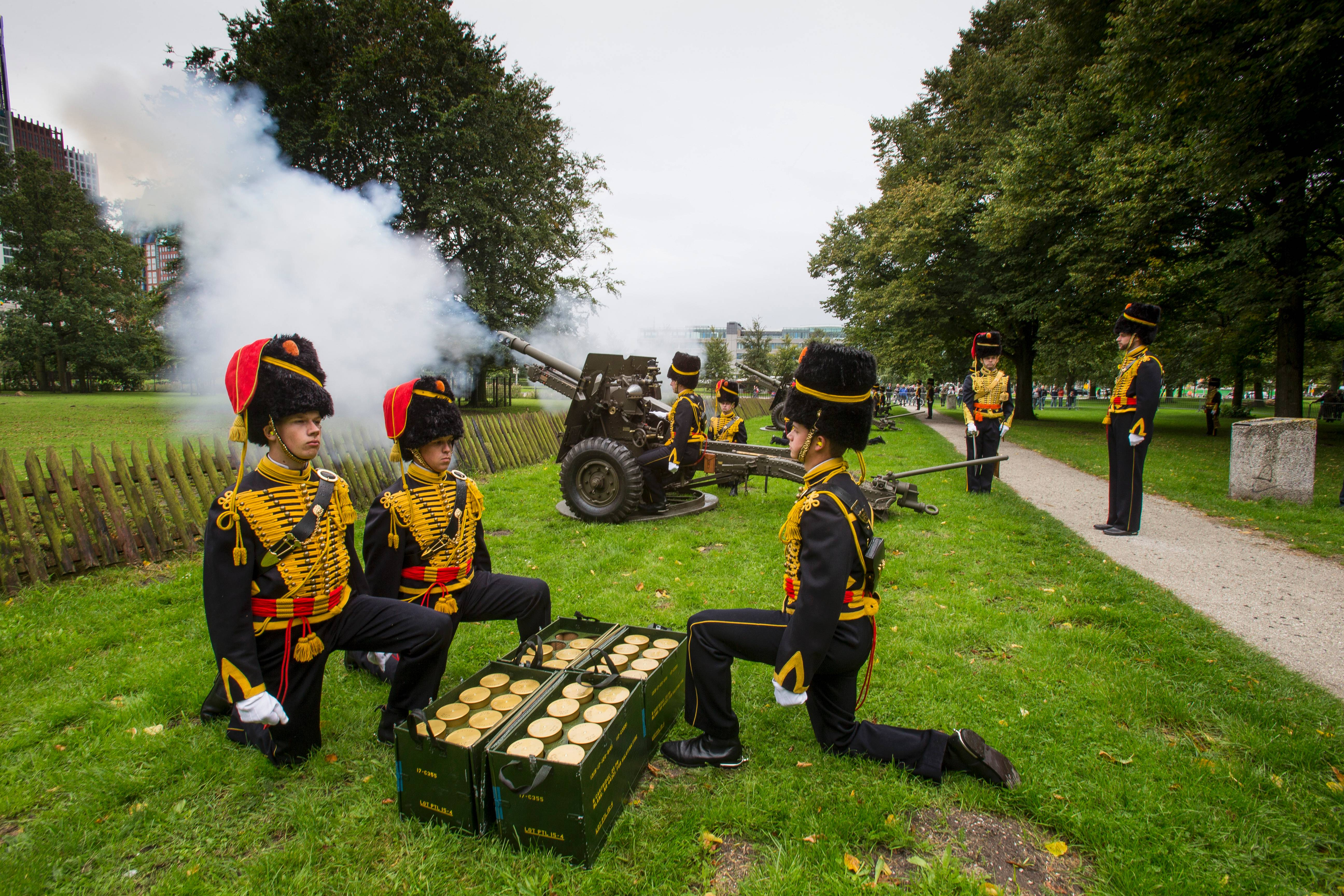
Saluutschoten op het Malieveld, tijdens Prinsjesdag 2015